# Omestes
Omestes torta es una  especie de coleóptero adéfago de la familia Carabidae y el único miembro del género monotípico Omestes.